# MSC-Chiyo-Typ
Die ULCS-Containerschiffe des MSC-Chiyo-Typs, werden in Langzeitchartern von der Reederei Mediterranean Shipping Company eingesetzt.

## Geschichte
Die auf rund 20 Einheiten ausgelegte Baureihe wurde ab 2021 in mehreren Baulosen beim chinesischen Schiffbaukonzern China State Shipbuilding Corporation (CSSC) in Auftrag gegeben, wobei die Werften Guangzhou Shipbuilding International (GSI) in Nansha und Dalian Shipbuilding (DSIC) in Dalian die hauptauftragnehmenden Werften sind und einige Einheiten von CSSC Shipbuilding in Tianjin im Unterauftrag von DSIC gebaut wurden. 
Die Finanzierung der Baureihe wurde über die chinesischen Finanzhäuser Bank of Communications und Minsheng Financial Leasing sowie über den japanische Finanzierer Doun Kisen abgewickelt. Die einzelnen auf Einschiffsgesellschaften eingetragenen Schiffe werden in Langzeitchartern an MSC vermietet. Im Juni 2023 wurde mit der MSC Chiyo das erste der Schiffe abgeliefert. Alle Schiffe der Klasse werden im Liniendienst zwischen Südamerika und Ostasien eingesetzt.

## Technik
Die Schiffe fußen auf einem Entwurf des Marine Design and Research Institute of China (MARIC), dem Schiffbauingenieurunternehmen der CSSC. Schiffbaulich sind die beim DNV klassifizierten Schiffe wie die Mehrzahl der schon in Betrieb befindlichen ULCS-Baureihen ausgelegt. Das Deckshaus ist etwa am Ende des vorderen Schiffsdrittels angeordnet, was einen verbesserten Sichtstrahl und somit eine höhere vordere Decksbeladung ermöglicht, während Schornstein und Maschinenanlage im hinteren Drittel liegen. Vor dem Deckshaus sind sechs 40-Fuß-Bays, dahinter zwölf Bays und hinter dem Maschinenaufbau vier weitere Bays angeordnet. Die Laderäume der Schiffe werden mit Pontonlukendeckeln verschlossen. Die maximale Containerkapazität wird mit rund 16.500 TEU angegeben. Weiterhin sind Anschlüsse für Integral-Kühlcontainer vorhanden. Die An- und Ablegemanöver werden durch ein Bugstrahlruder unterstützt.
Der Antrieb der Schiffe besteht jeweils aus einem Zweitakt-Dieselmotor, der auf einen einzelnen Festpropeller wirkt. Zur Verringerung des Kraftstoffbedarfs erhielt das Schiff ein System für Luftschmierung. Ein Teil der Schiffe ist für reinen LNG-Betrieb, ein weiterer Teil der Schiffe für den Dual-Fuel-Betrieb mit LNG und Schweröl ausgelegt. Die Bunkertanks sind unterhalb des Aufbaus angeordnet; sie erfüllen die einschlägigen MARPOL-Vorschriften.

## Die Schiffe
| MSC-Chiyo-Typ (Auswahl) | MSC-Chiyo-Typ (Auswahl)  | MSC-Chiyo-Typ (Auswahl) | MSC-Chiyo-Typ (Auswahl)                             | MSC-Chiyo-Typ (Auswahl)           | MSC-Chiyo-Typ (Auswahl)    |
| Bauname                 | Bauwerft/ Baunummer      | IMO- Nummer             | Kiellegung Stapellauf Ablieferung                   | Auftraggeber                      | Umbenennungen und Verbleib |
| ----------------------- | ------------------------ | ----------------------- | --------------------------------------------------- | --------------------------------- | -------------------------- |
| MSC Chiyo               | DSIC/C16K-1              | 9947110                 | 25. August 2022 7. Januar 2023 8. Juni 2023         | Mi-Das Line (Doun Kisen, Imabari) | in Fahrt                   |
| MSC Noa Ariela          | GSI/21110018             | 9946843                 | 20. Juli 2022 8. Januar 2023 24. Juli 2023          | CSSC Leasing                      | in Fahrt                   |
| MSC Vivienne            | DSIC/C16K-2              | 9947122                 | 10. November 2022 26. April 2023 20. August 2023    | Mi-Das Line (Doun Kisen, Imabari) | in Fahrt                   |
| MSC Giusy               | CSSC Tianjin DSIC/C16K-3 | 9947134                 | 1. September 2022 25. April 2023 27. September 2023 | Mi-Das Line (Doun Kisen, Imabari) | in Fahrt                   |
| MSC Valentina           | GSI/21110019             | 9946855                 | 14. November 2022 30. April 2023 16. Oktober 2023   | CSSC Leasing                      | in Fahrt                   |
| MSC Candida             | DSIC/C16K-4              | 9946714                 | 15. Februar 2023 14. Juli 2023 30. Oktober 2023     | Minsheng Financial                | in Fahrt                   |
| MSC Carmelita           | GSI/21110020             | 9946879                 | 12. Januar 2023 30. Juli 2023 7. Dezember 2023      | CSSC Leasing                      | in Fahrt                   |
| MSC Orsola              | DSIC/C16K-6              | 9946726                 | 22. Mai 2023 27. September 2023 4. Januar 2024      | Minsheng Financial                | in Fahrt                   |
| MSC Anita               | CSSC Tianjin DSIC/C16K-5 | 9947146                 | 9. Januar 2023 4. September 2023 8. Januar 2024     | Minsheng Financial                | in Fahrt                   |
| MSC Victorine           | GSI/21110021             | 9946867                 | 10. Mai 2023 29. Oktober 2023 8. Februar 2024       | CSSC Leasing                      | in Fahrt                   |
| Daten: Equasis, DNV     |                          |                         |                                                     |                                   |                            |